# Heteroconger klausewitzi
Heteroconger klausewitzi és una espècie de peix pertanyent a la família dels còngrids.

## Descripció
- Pot arribar a fer 70 cm de llargària màxima.[6][7]

## Alimentació
Menja plàncton.

## Hàbitat
És un peix marí, demersal i de clima tropical que viu entre 10 i 30 m de fondària.

## Distribució geogràfica
Es troba al Pacífic sud-oriental: les illes Galápagos.

## Observacions
És inofensiu per als humans.